# Brezova Reber
Brezova Reber je naselje u slovenskoj Općini Semiču. Brezova Reber se nalazi u pokrajini Dolenjskoj i statističkoj regiji Donjoposavskoj regiji. 

## Stanovništvo
Prema popisu stanovništva iz 2002. godine naselje je imalo 39 stanovnika.